# 陈垣故居 (北京)
39°56′06″N 116°23′06″E / 39.935041°N 116.384905°E
陈垣故居是学者陈垣在北京的故居，位于今北京市西城区厂桥大街兴华胡同13号（原兴华寺胡同5号）。

## 历史
陈垣曾在此居住将近32年。陈垣经常在这里接待“陈门四翰林”余逊、柴德赓、启功、周祖谟以及其他天主教辅仁大学的中青年教师。
2011年，陈垣故居被西城区文化委员会公布为第三批西城区文物保护单位。

## 建筑
陈垣故居坐北朝南，北靠原天主教辅仁大学旧址，东临什刹海，南面同北海公园隔街相对，西面同原嘉兴寺呼应。门口有一对石狮子，门上有“忠厚传家久、诗书继世长”联语。前院正中有陈垣先生铜像。后院一半沦为大杂院。